# Fides von Gontard
Fides von Gontard (* 28. Januar 1917 in Kassel; † 9. Oktober 2007 in Imshausen) war eine deutsche Wohlfahrtspflegerin und Leiterin des Evangelischen Seminars für Soziale Berufe in Kassel.

## Leben
Fides Dorothea Magda war das älteste von vier Kindern des Dipl. Ingenieurs und Fabrikdirektors Hans von Gontard und seiner Ehefrau Dorothea, geb. Rabe von Pappenheim, Tochter der Fides Freiin von Herder und des Karl Rabe von Pappenheim, Gutsbesitzer und Politiker. Werner Rabe von Pappenheim war ihr Großonkel. Über ihre Kindheit schrieb Gontard:

„Wir wuchsen in der Geborgenheit des Elternhauses auf. Da mein Vater oft monatelang auf Reisen war, prägte meine Mutter unsere Erziehung. Zwar hatten wir Erzieherinnen, aber sie war maßgebend. Von ihrer Herkunft und Geschichte her waren preußische Werte maßgebend: Selbstdisziplin, Aufrichtigkeit und Sparsamkeit. Wir lebten einfach, obwohl reichlich Geldmittel zur Verfügungs standen... Wir Geschwister hatten viel Spielraum in dem großen Haus, dem geräumigen Kinderzimmer und dem großen Garten, wo sich auch Spielgefährten aus der Nachbarschaft einfanden.“

März 1935 legte sie die Reifeprüfung an der Malwida-von-Meysenbug-Schule ab, die am 1. Januar 1940  nach dem deutschen Komponisten Heinrich Schütz in Heinrich-Schütz-Schule umbenannt wurde, da der bisherige Name für die NS-Machthaber nicht mehr akzeptabel war. Anschließend absolvierte Gontard ein haus- und landwirtschaftliches Praktikum auf einem Gut in Ostpreußen, dem, in einem Dorf in der Rhön, der Freiwillige Arbeitsdienst folgte. Bevor Gontard ihre Ausbildung an der Wohlfahrtsschule der Inneren Mission in Berlin aufnahm, arbeitete sie in Kassel u. a. in einer Milchküche der NSV sowie für drei Monate in einer Spinnerei. Nach dem Abschluss der Ausbildung zur Volkspflegerin, wie es damals hieß, wurde sie dienstverpflichtet in die Heeres-Munitionsfabrik Ihringshausen bei Kassel. Hier sollte die „22-jährige Berufsanfängerin ohne Anleitung eine Betriebsfürsorge aufbauen.“.
Im November 1940 nahm sie das Studium der Nationalökonomie an der Universität München auf, wechselte für das Wintersemester 1941/42 an die Universität nach Frankfurt, schließlich im Frühjahr 1942 nach Freiburg im Brsg. An der Universität letztgenannter Stadt legte Gontard das volkswirtschaftliche Diplom ab und arbeitete folgend als Assistentin an der Rechts- und Staatswissenschaftlichen Fakultät. Dort promovierte sie 1946 bei Walter Eucken mit einer Arbeit über Arbeitsmarkt und Arbeitsreform. Noch im gleichen Jahr holte Hermann Schafft die junge Akademikerin nach Kassel, um dort das Evangelische Seminar für soziale Berufsarbeit aufzubauen:

„Der erste Kurs, zu dem sich 18 Frauen und ein Mann angemeldet hatten, begann im Herbst 1946. Fast alle hatten in der Nazi-Zeit aktiv und verantwortlich mitgewirkt, meist als Arbeitsdienst- oder BDM-Führerin, die meisten waren älter als ich.“

Die ersten zwei Jahre war das Seminar in drei Räumen des Wohnhauses der Familie von Gontard untergebracht, bevor es in die Hermannstraße 6 übersiedelte. Die Schulleiterin beeinflusste  maßgebend den sozialen Ausbildungssektor der Nachkriegszeit. So gehörte sie bspw. zu den 45 Teilnehmern einer Konferenz, die 1948 im rheinhessischen Jugenheim  über  soziale Ausbildungsfragen tagte. Initiatorin dieser Veranstaltung war Hertha Kraus. Bis 1961 leitete Gontard die soziale Ausbildungsstätte in Kassel.  Fachlich griff Gontard bereits in den 1950er Jahren Impulse aus der USA-Sozialarbeit auf und übertrug dabei Grundbegriffe demokratischen Lebens auf die Beziehung zwischen Fürsorge und Klienten. Diesbezüglich schrieb sie:

„Wir lernen die Bedeutung der Gruppenbeziehungen als wirksame Hilfe neu kennen und sind auf dem Wege, in der Gruppenarbeit - nicht nur für Kinder und Jugendliche, sondern auch für Erwachsene - eine neue Methode der Sozialarbeit zu entwickeln. Eine wesentliche Anregung und Hilfe sind uns dabei die in USA entwickelten Arbeitsweisen des case-work und der group-work.“

Eine sehr vertraute Beziehung hatte  Gontard zu Vera von Trott zu Solz, deren Bruder Adam 1944 mit der Gruppe um Graf von Stauffenberg hingerichtet wurde. Nach dem Zusammenbruch 1945
gründete Vera von Trott zu Solz die Evangelische Kommunität Imshausen, in die Gontard am 1. Oktober 1963 eintrat. Am 11. Oktober 1966 legte sie die Profess ab.
Seit 1948 war Gontard Mitglied der Gilde Soziale Arbeit und wurde 1949 in das Gildenamt (Vorstand) gewählt. Ferner war sie Mitglied und Initiatorin der 1950 in Bethel gegründeten Arbeitsgemeinschaft des Bundes evangelischer Frauen im sozialen Dienst (Umbenennung 1951 in Bund Evangelischer Fürsorgerinnen), eine christliche Gesinnungsgemeinschaft evangelischer Frauen, die im Sozialdienst der Kirchen standen und die evangelische Glaubenshaltung vertiefen wollte. Gontard war Vorsitzende des Landesverbandes Hessen. Der Bund wurde Ende des Jahres 1970 aufgelöst.
Gontard starb in ihrer Kommunität und wurde auf deren Friedhof beerdigt.

## Veröffentlichungen (Auswahl)
- Arbeitsmarkt und Marktreform, Freiburg/Brsg. 1946 (Diss.)
- Grundforderungen zur sozialen Ausbildung – Vortrag auf der Jahresversammlung GILDE Sozialer Arbeit, Hamburg 1953.
- Zellen der Erneuerung. Einführung ins Tagungsthema, in: Rundbrief Gilde Soziale Arbeit 1955/H. 1/2.
- Gedanken nach der Tagung, in: Rundbrief Gilde Soziale Arbeit 1957/H. 3/4.
- Der Auftrag der Frau in der beruflichen Sozialarbeit, Freiburg 1963.

## Genealogie
- Gothaisches Genealogisches Taschenbuch der Adeligen Häuser. Alter Adel und Briefadel. 1928. Zugleich Adelsmatrikel der Deutschen Adelsgenossenschaft. 20. Jahrgang, Justus Perthes, Gotha 1927, S. 179 f.
- Gothaisches Genealogisches Taschenbuch der Adeligen Häuser. Teil B (Briefadel) 1936. Zugleich Adelsmatrikel der Deutschen Adelsgenossenschaft, 28. Jahrgang, Justus Perthes, Gotha Anfang Oktober 1935, S. 232 f.